# PlayStation Eye
PlayStation Eye (marca registrada PLAYSTATION Eye) es un dispositivo de cámara digital, similar a una cámara web, para PlayStation 3. La tecnología utiliza visión por computadora y reconocimiento de gestos para procesar imágenes tomadas por la cámara. Esto permite a los jugadores interactuar con los juegos utilizando el movimiento y la detección de color, así como el sonido a través de su matriz de micrófono incorporado.
El 23 de octubre de 2007 el periférico fue lanzado en Estados Unidos como elemento de un paquete The Eye of Judgment, en Japón y Australia el 25 de octubre de 2007 y en Europa el 26 de octubre de 2007.
El PlayStation Eye también fue lanzado como un producto independiente en los Estados Unidos, Europa, y Australia. El diseñador de EyeToy Richard Marks declaró que el EyeToy fue utilizado como modelo para el diseño de costos aproximados para el PlayStation Eye.
Es el sucesor de EyeToy para PlayStation 2, que fue lanzado en 2003 y es sucedido por PlayStation Camera para PlayStation 4.

## Características

### Cámara
PlayStation Eye es capaz de capturar vídeo estándar con velocidades de fotogramas de 60 hercios a una resolución de 640×480 píxeles y 120 hercios a 320×240 píxeles, que, según Sony, es «cuatro veces la resolución» y «dos veces la velocidad de fotogramas» del EyeToy. La velocidad de fotogramas más alta, hasta 320×240@187 o 640×480@75 fps, se puede seleccionar mediante aplicaciones específicas (FreeTrack y LinuxTrack).
La PlayStation Eye también tiene «dos veces la sensibilidad» del EyeToy, con Sony colaborando con el socio de chips de sensores OmniVision Technologies en un diseño de chip de sensor utilizando píxeles de sensor más grandes, lo que permite un funcionamiento más eficaz con poca luz. Sony afirma que el PlayStation Eye puede producir «video de calidad razonable» bajo la iluminación proporcionada por un televisor.
La cámara cuenta con una lente de zoom de enfoque fijo ajustable de dos ajustes. Seleccionado manualmente girando el cañón de la lente, el PlayStation Eye se puede ajustar a un campo de visión de 56° (punto rojo) similar al del EyeToy, para el encuadre de primer plano en aplicaciones de chat, o un campo de visión de 75 ° (punto azul) para el encuadre de disparo largo en aplicaciones interactivas de juegos físicos.
PlayStation Eye es capaz de emitir vídeo a la consola sin comprimir, sin «artefactos de compresión»; o con compresión JPEG opcional. 8 bits por píxel es la profundidad de color nativa del sensor.

### Micrófono
PlayStation Eye cuenta con una matriz de micrófonos de cuatro cápsulas incorporada , con la que PlayStation 3 puede emplear tecnologías[10] para el seguimiento de ubicación de voz multidireccional, cancelación de eco y supresión de ruido de fondo. Esto permite que el periférico se utilice para el reconocimiento de voz y el chat de audio en entornos ruidosos sin el uso de un auricular. [1] La matriz de micrófonos PlayStation Eye funciona con cada canal procesando muestras de 16 bits a una velocidad de muestreo de 48 kHz, y una relación señal-ruido de 90 decibelios. [1]

### Aplicaciones
Al igual que su predecesor, el EyeToy, el PlayStation Eye permite la interfaz de usuario natural y aplicaciones de videojuegos de realidad mixta a través del uso de la visión por ordenador (CV) y las tecnologías de reconocimiento de gestos implementadas en el software. Aunque el software inicial de PlayStation Eye se ha basado principalmente en las mismas técnicas generales que EyeToy (por ejemplo, detección simple de bordes y seguimiento de color, mapeo facial digimask), [fn 1] desde el anuncio de los próximos sistemas de control PlayStation Move y Kinect basados en cámara (entonces conocido como "Project Natal") en la Electronic Entertainment Expo de 2009,[11][12] Sony ha estado promoviendo una serie de otras tecnologías disponibles para PlayStation Eye. [13] Entre ellos se encuentran la Biblioteca de la Visión,[14] que puede realizar reconocimiento facial avanzado /análisis y seguimiento de cabeza basado en CV,[12] y PSVR (PlayStation Voice Recognition), una biblioteca de reconocimiento de voz destinada a admitir alrededor de 20 idiomas diferentes. [15] Según Sony; la tecnología facial puede identificar rasgos como ojos, boca, cejas, nariz y anteojos; leer la forma de la boca y detectar una sonrisa; [13][fn 2] determinar la posición y orientación de la cabeza del sujeto; y estimar la edad y el sexo de la cara. [11]
Además de los usos orientados a los juegos, Sony ha declarado que PlayStation Eye también contará con aplicaciones para tareas como la comunicación interactiva y la creación de contenido (por ejemplo, creación de películas y blogs de vídeo). Una función de chat AV permite chat audiovisual con cualquier persona en la lista de amigos de PlayStation Network de un usuario (hasta seis a la vez[16]). El contenido y las actividades gratuitas adicionales están previstas para su lanzamiento a través de PlayStation Network. [7]

### EyeCreate
PlayStation Eye cuenta con software gratuito de edición de vídeo EyeCreate, [5] que le permite a los usuarios capturar imágenes, vídeo[7] y clips de audio directamente en el disco duro de la consola PlayStation 3. EyeCreate cuenta con una variedad de diferentes modos de captura, incluyendo stop motion[17] y time-lapse. [1] A través del software, los usuarios pueden editar, guardar y compartir sus propias imágenes personalizadas, películas y contenido de audio. [7]
Los vídeos creados con el programa se pueden exportar como archivos MPEG-4 para su uso fuera de las consolas de PlayStation 3.